# Hossein Molayemi
Hossein Molayemi (persisch حسین ملایمی; * 23. August 1982 in Schiras im Iran) ist ein iranischer Filmregisseur für Animationsfilme und Drehbuchautor. Für seinen animierten Kurzfilm In the Shadow of the Cypress wurde er 2025 gemeinsam mit Shirin Sohani, seiner Ehefrau, mit einem Oscar ausgezeichnet.

## Biografie
Molayemi besuchte in Teheran die University of Art und schloss mit dem MA in Animationsregie ab. Seine professionelle Karriere startete er 2004. Molayemi ist sowohl Regisseur, Charakterdesigner und Storyboard-Künstler als auch Animator und Universitätsdozent. Er hat an einer Reihe von animierten Kurzfilmen, Fernsehserien und Werbespots gearbeitet. Darüber hinaus unterrichtete er Regie, Animation und Charakterdesign an einigen Universitäten und Kunstinstituten im Iran. Molayemi ist Gründer der Animationswissenschaftlichen Vereinigung der Teheran University of Art und Präsident des Barfak Animation Studios.
Bei dem ersten Kurzfilm mit dem Titel Kermando von 2012, an dem Molayemi mitwirkte, massakrieren zwei Hühner brutal eine Population von Würmern, um sich gegenseitig ihre Kräfte zu beweisen, bis ein Wurm ihnen die Stirn bietet. Im selben Jahr entstand der Kurzfilm Khateh Ghermez, in dem es um eine Schildkröte und eine Eidechse geht, die in ein Kreuzfeuer geraten. Eine Entscheidung der Schildkröte könnte dem Problem ein Ende setzen, hat aber ihren Preis.
Molayemis Film Run Rostam Run von 2017 wurde beim Annecy International Animated FF gezeigt sowie in Warschau und auf weiteren qualifizierten Filmfestivals gezeigt und bescherte ihm nationale und internationale Auszeichnungen. In dem Film geht es um einen alten persischen Nationalhelden, der ins heutige Teheran kommen soll, um wieder gutzumachen, was er seinem eigenen Sohn angetan hat. In Teheran angekommen, weiß er nicht, ob den legalen oder den illegalen Weg wählen soll. Mit und für seinen Kurzfilm In the Shadow of the Cypress von 2023, den er in Zusammenarbeit mit seiner Frau Shirin Sohani erstellte, wurde Molayemi mit zahlreichen Preisen ausgezeichnet und war für weitere nominiert, darunter auch eine Oscarnominierung in der Kategorie „Bester animierter Kurzfilm“. Der Oscar ging dann auch an das Paar. Der Film wurde zudem für den Orizzonti-Kurzfilmwettbewerb beim Venice FF 2023 ausgewählt. Der Film handelt von einem ehemaligen Kapitän und dessen Tochter. Aufgrund seiner Zeit im Krieg leidet der Mann an einer posttraumatischen Belastungsstörung, die sein und das Leben seiner Tochter wesentlich prägt.

## Filmografie (Auswahl)
- 2012: Kermando (Kurzfilm; Animationsleiter, Charakterdesigner- und Layout-Künstler)
- 2012: Khateh Ghermez (Kurzfilm; Animationsleiter, Charakterdesigner- und Layout-Künstler)
- 2017: Bodo Rostam bodo (Run Rostam Run; Kurzfilm; Autor, Regie)
- 2023: In the Shadow of the Cypress (Kurzfilm; Drehbuch, Regie)

## Auszeichnungen (Auswahl)
– wenn nicht anders angegeben, gelten die Auszeichnungen immer für Shirin Sohani und Hossein Molayemi und für den Kurzfilm In the Shadow of the Cypress –
Warsaw International Film Festival 2017
- Nominiert für den Best Animated Short in der Kategorie „Bester Kurzfilm“ für und mit Bodo Rosstam bodo

Urban International Film Festival (Tehran) 2017
- Gewinner des Festival Prizes in der Kategorie „Animation“ für und mit Bodo Rostam

Iran Cinema Celebration 2018
- Gewinner des Academy Prizes in der Kategorie „Beste Animation“ für und mit Bodo Rostam bodo

Visioni Corte Film Festival 2018
- Gewinner des CortoAnimation in der Kategorie „Bester Animations-Kurzfilm“ für und mit Bodo Rostam bodo

Flickers’ Rhode Island International Film Festival 2018
- Nominiert für den Festival Award in der Kategorie „Bester Animations-Kurzfilm“ für und mit Bodo Rostam bodo

Anim!Arte 2018
- Nominiert Best Film Asia World Cultures-Professionals für und mit Bodo Rostam bodo

Kortfilmfestival Kalmthout 2018
- Gewinner des Jury Prizes in der Kategorie „Beste Animation“ für und mit Bodo Rostam bodo

Tirana International Film Festival, AL 2018
- Nominiert in der Kategorie „Bester Animations-Kurzfilm“ für und mit Bodo Rostam bodo

Isfahan International Festival of Films for Children & Young Adults 2018
- Gewinner in der Kategorie „Beste Animation International“ für und mit Bodo Rostam bodo

Minsk International Film Festival „Listapad“ 2023
- Gewinner Bester Film in der Kategorie „Animation Competition“

Venice Film Festival 2023
- Nominiert für den Venice Horizons Award in der Kategorie „Bester Kurzfilm“

Sharjah International Film Festival for Children & Youth (SIFF) 2024
- Nominiert in der Kategorie „Bester internationaler Kurzfilm“

Chaniartoon International Comic and Animation Festival 2024
- Gewinner in der Kategorie „Beste Animation“

Annecy International Animated Film Festival 2024
- Nominiert für den City of Annecy Award für und mit Bodo Rostam bodo

Spark Animation 2024
- Gewinner in der Kategorie „Bester Kurzfilm“

Marateale Festival 2024
- Gewinner des Rai Cinema Channel Award und Gewinner des Premio Internazionale Basilicata

World Festival of Animated Film 2024
- Nominiert in der Kategorie „Bester Kurzfilm“ und Gewinner des Special Mention jeweils in der Kategorie „Bester Kurzfilm“

Portland Festival of Cinema, Animation & Technology 2024
- Nominiert für den Annual Award und Gewinner des Annual Award jeweils in der Kategorie „Bester 2D Animations-Kurzfilm“
- Nominiert für den Annual Award Afshin Aziz in der Kategorie „Bester Score in a Short Animation“

Animation Is Film 2024
- Nominiert für den Grand Jury Prize in der Kategorie „Kurzfilm“

Golden Kuker – Sofia, International Animation Film Festival 2024
- Gewinner des Golden Kuker Sofia Award in der Kategorie „Bester animierter Kurzfilm“

Cartoon Club – Festival Internazionale del Cinema d’Animazione, del Fumetto e dei 2024
- Gewinner Premio Cartoon Club

Sorsi Corti Short Film Festival 2024
- Gewinner Jury Award in der Kategorie „Beste Animation“

Hsin-Yi Children’s Animation Awards 2024
- Nominiert für den Hsin-Yi Children’s Animation Award in der Kategorie „Beste Animation“

Flickers’ Rhode Island International Film Festival 2024
- Nominiert für den Grand Prize in der Kategorie „Bester Kurz-Animationsfilm“

Kuandu International Animation Festival 2024
- Nominiert in der Kategorie „Bester animierter Kurzfilm“

The International Animation Film Festival (IAFF)
- Gewinner in der Kategorie „Bester Animationsfilm/Kurzfilm“

War on Screen International Film Festival 2024
- Nominiert für den Best Short Film Award in der Kategorie „Beste Animation“

Bengaluru International Short Film Festival 2024
- Gewinner in der Kategorie „Bester Animations-Kurzfilm“

Tehran International Animation Festival 2024
- Gewinner International Section Award/National Section Award in den vier Kategorie „Honorary Diplona/Bester Film/Bestes Charakterdesign/Bester Animator“ (bester Animator-Gewinner: Hossein Molayemi, Azad Maroufi, Hesam Javaheri, Reyhaneh Mirhashemi, Sepehr Momeni und Mehdi Torabi)

Chilemonos 2024
- Gewinner Festival Prize in der Kategorie „Bester internationaler Kurzfilm“

BSFF – Bucharest Short Film Festival 2024
- Nominiert für den Jury Prize in der Kategorie „Beste Animation“

International Film Festival Lebu 2024
- Nominiert International Animation in der Kategorie „Bester Animations-Kurzfilm“

Valdarno Cinema Film Festival 2024
- Nominiert in der Kategorie „Bester Animations-Kurzfilm“

Festival du cinéma international en Abitibi-Témiscamingue 2024
- Nominiert für den Prix du Jury Expace Court in der Kategorie „Bester Kurzfilm“

International Film Festival Etiuda & Anima 2024
- Nominiert für den Golden Dinosaur in der Kategorie „Grand Prix“

LA Shorts International Film Festival 2024
- Gewinner in der Kategorie „Beste Animation“

Roshd International Film Festival 2024
- Gewinner Golden Award in der Kategorie „Bester Animationsfilm“

Animayo: The International Film Festival of Animation, Visual Effects and Video 2024
- Gewinner Grand Jury Award in der Kategorie „Internationaler Preis“
- Gewinner Jury Prize in der Kategorie „Best 2D Short Film“

Corti Da Sogni Antonio Ricci-International Short Film Festival 2024
- Gewinner Premio Giuseppe Maestri in der Kategorie „Bester Animations-Kurzfilm“

Stuttgart International Trickfilm Festival 2024
- Nominiert für den Grand Prix International Competition

In the Palace International Short Film Festival 2024
- Nominiert für den Jury Prize in der Kategorie „Beste Animation“

Olympia International Film Festival for Children and Young People 2024
- Gewinner in der Kategorie „Bester Animations-Kurzfilm“

Anim’est International Animation Film Festival 2024
- Nominiert für die Anm’est Trophy in der Kategorie „Bester Animations-Kurzfilm“

Tripoli Film Festival 2024
- Nominiert Short Film Competition in der Kategorie „Bester Kurzfilm“

Sedicicorto International Film Festival 2024
- Nominiert für den Animalab Award in der Kategorie „Bester Kurzfilm – Internationale Animation“

Lanzarote International Film Festival 2024
- Gewinner des Audience Award in der Kategorie „Beste Animation“

International Izmir Short Film Festival 2024
- Nominiert für den Festival Award in der Kategorie „Beste Animation“

Ismailia International Film Festival 2024
- Gewinner des Jury Prize in der Kategorie „Bester Animations-Kurzfilm“

Tokyo Anime Award 2024
- Nominiert für den Grand Prize in der Kategorie „Short Film Competition“

Sulmonacinema Film Festival 2024
- Gewinner in der Kategorie „Bester Animations-Kurzfilm“

Festival de cinema de Girona 2024
- Gewinner des Festival Award in der Kategorie „Beste Animation“

Norwich Film Festival, UK 2024
- Nominiert Best Animated Film in der Kategorie „Bester Animations-Kurzfilm“

HollyShorts Film Festival 2024
- Nominiert in der Kategorie „Beste Animation“

Edmonton International Film Festival 2024
- Nominiert für den International Short Film Award in der Kategorie „Beste Animation“

Tehran International Short Film Festival 2024
- Gewinner International Competition und National Competition jeweils in der Kategorie „Beste Animation“

Calgary International Film Festival 2024
- Nominiert in der Kategorie „Bester Animations-Kurzfilm“

BendFilm Festival 2024
- Nominiert in der Kategorie „Bester Animations-Kurzfilm“

Miami International Short Film Festival 2024
- Gewinner Jury Prize in der Kategorie „Beste Animation“

Tribeca Film Festival 2024
- Gewinner in der Kategorie „Bester Animatons-Kurzfilm“

St. Louis International Film Festival 2024
- Nominiert in der Kategorie „Bester Animations-Kurzfilm“

Santa Barbara International Film Festival 2024
- Nominiert für den Best Animated Short Award in der Kategorie „Animation“

RiverRun International Film Festival 2024
- Nominiert in der Kategorie „Bester Animations-Kurzfilm“

Melbourne International Film Festival 2024
- Nominiert für den City of Melbourne Award in der Kategorie „Bester Kurzfilm“

Mediawave, Ungarn 2024
- Gewinner Student Jury’s Award in der Kategorie „Beste Animation“

Guadalajara International Film Festival 2024
- Nominiert für den Rigo Mora International Award in der Kategorie „Bester Animations-Kurzfilm“

Drama Short Film Festival 2024
- Gewinner in der Kategorie „Bester internationaler Animationsfilm“

Clermont-Ferrand International Short Film Festival 2024
- Nominiert für den Canal+ Award in der Kategorie „Young Audience Competition“

Würzburg International Filmweekend 2025
- Gewinner Short Film Award in der Kategorie „Bester Animations-Kurzfilm“

Annie Awards 2025
- Nominiert für die Annie zweimal in den Kategorien „Bester Animations-Kurzfilm“

Festival d’Animation Annecy 2024
- Nominiert für den Cristal in der Kategorie „Bester Kurzfilm“

Academy Awards, USA 2025
- Gewinner des Oscars in der Kategorie „Bester animierter Kurzfilm“